# ROCKUMENT V -Wonder Covers Of The Night-
『ROCKUMENT V -Wonder Covers Of The Night-』（ロッキュメント・ファイブ -ワンダー・カバーズ・オブ・ザ・ナイト-）は、2002年に発売された甲斐よしひろの映像作品。ビデオはファンクラブ限定で発売された。

## 概要
1995年～2001年の6年間にわたって開催されたシリーズライヴ『ロッキュメント』のシリーズ第五弾『Wonder Covers Of The Night』の模様を収録したビデオ。この回より、これまでの全シリーズで一貫して使用されていた新宿にあった日清パワーステーションが閉鎖され、東京のみならず名古屋・大阪まで進出した
『Wonder Covers Of The Night』は2001年11月23日・24日（東京）、27日（名古屋）・28日（大阪）の3カ所・4公演開催された。

## 収録曲
1. OH MY LOVE
2. red star
3. 恋のバカンス
4. against the wind
5. THANK YOU
6. そして僕は途方に暮れる
7. レイニー・ドライヴ
8. 安奈
9. マドモアゼル・ブルース
10. グッドナイト・ベイビー
11. 絶対・愛
12. ブライトン・ロック
13. 風の中の火のように
14. レイン
15. ジャンキーズ・ロックン・ロール～どっちみち俺のもの～夜にもつれて（Medley）
16. 冷たい愛情

## ROCKUMENT V -Wonder Covers Of The Night-　セットリスト
1. OH MY LOVE
2. red star
3. CRY
4. 恋のバカンス
5. against the wind
6. 嵐の明日
7. THANK YOU
8. テレフォン・ノイローゼ（23日）・やせた女のブルース（27日）・そして僕は途方に暮れる（24日・28日）
9. やせた女のブルース（23日）・レイニー・ドライヴ（24日・28日）
10. 安奈
11. マドモアゼル・ブルース
12. グッドナイト・ベイビー
13. 絶対・愛
14. ブライトン・ロック
15. 風の中の火のように
16. レイン
17. ジャンキーズ・ロックン・ロール～どっちみち俺のもの～夜にもつれて（Medley）
18. ダイナマイトが150屯
19. 冷たい愛情